# Arctomelon stearnsii
Arctomelon stearnsii är en snäckart som först beskrevs av Dall 1872.  Arctomelon stearnsii ingår i släktet Arctomelon och familjen Volutidae. Inga underarter finns listade i Catalogue of Life.